# Annay (Nièvre)
Annay ist eine französische Gemeinde mit 345 Einwohnern (Stand: 1. Januar 2022) im  Département Nièvre in der Region Bourgogne-Franche-Comté. Sie gehört zum Arrondissement Cosne-Cours-sur-Loire und zum Kanton Pouilly-sur-Loire. Sie ist Mitglied des Gemeindeverbands Communauté de communes Cœur de Loire. Die Bewohner werden Annaysiens und Annaysiennes genannt.

## Geographie
Annay liegt etwa 55 Kilometer südwestlich von Auxerre am Fluss Vrille. Umgeben wird Annay von den Nachbargemeinden Faverelles im Norden, Arquian im Osten, La Celle-sur-Loire im Süden, Neuvy-sur-Loire im Westen sowie Thou im Nordwesten.

## Bevölkerungsentwicklung
| Jahr                       | 1962 | 1968 | 1975 | 1982 | 1990 | 1999 | 2006 | 2019 |
| -------------------------- | ---- | ---- | ---- | ---- | ---- | ---- | ---- | ---- |
| Einwohner                  | 437  | 381  | 355  | 315  | 279  | 272  | 301  | 340  |
| Quellen: Cassini und INSEE |      |      |      |      |      |      |      |      |

## Sehenswürdigkeiten

Kirche Sainte-Anne

- Kirche Sainte-Anne